# SWAY (松山千春の曲)
「SWAY」（スウェイ）は、松山千春が1989年11月10日にリリースした29枚目のシングルである。

## 解説
松山のシングルで、初の8cmCDのみのリリースとなった(プロモーション用のアナログ盤は存在する)。
1989年11月28日発売のアルバム『ISHI』には両曲ともに未収録で、1990年に発売されたベスト・アルバム『起承転結 V』に初収録された。

## 収録曲
| 全作詞・作曲: 松山千春、全編曲: 大石学。 |           |          |            |      |
| #                                        | タイトル  | 作詞     | 作曲・編曲 | 時間 |
| 1.                                       | 「SWAY」  | 松山千春 | 松山千春   | 3:50 |
| 2.                                       | 「希望」  | 松山千春 | 松山千春   | 3:24 |
| 合計時間:                                | 合計時間: | 7:14     |            |      |